# Straßenbahn Milwaukee
Die Straßenbahn Milwaukee (englisch Milwaukee Streetcar, Namenssponsoring als „The Hop“) ist ein Straßenbahnsystem in der Innenstadt der rund 600.000 Einwohner zählenden US-amerikanischen Großstadt Milwaukee im Bundesstaat Wisconsin.

## Ehemalige Straßenbahnen

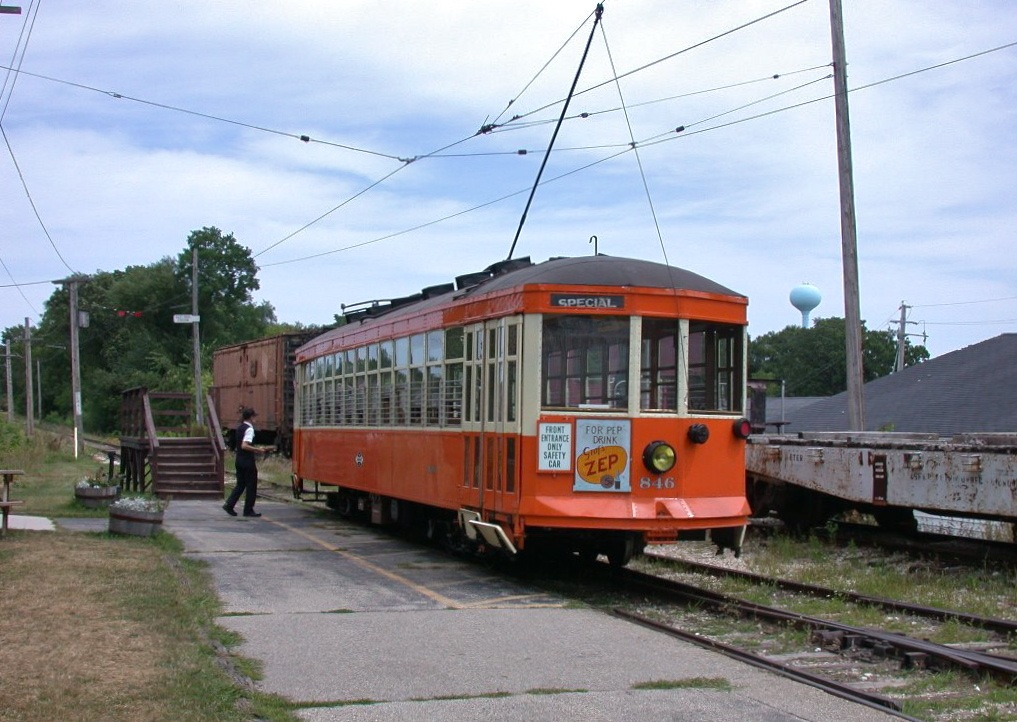
Museal erhaltener Triebwagen 846 der TMER&L aus dem Jahr 1920

Im Jahr 1860 wurde in Milwaukee eine erste Pferdestraßenbahn eröffnet. Später kamen Strecken, die mit Dampftriebwagen betrieben wurden, und 1890 erste elektrische Triebwagen hinzu. 1897 fuhr die erste elektrische Überlandstraßenbahn von Milwaukee nach Kenosha.
1905 wurden die verschiedenen Bahnen in der Milwaukee Electric Railway and Light Company (TMER&L) zusammengefasst. Die Weltwirtschaftskrise führte Ende der 1920er Jahre zu einer Reduzierung des Angebots. Überlandstrecken wurden verkauft oder stillgelegt und die Bahnen durch Busse ersetzt. Während des Zweiten Weltkriegs wurde dieser Prozess vorübergehend gestoppt, da Benzin und Reifen rationiert waren, die Arbeiter in den Rüstungsbetrieben aber befördert werden mussten.
In der Nachkriegszeit setzte sich der Niedergang der Straßenbahn fort. Der letzte Zug verkehrte in Milwaukee am 2. März 1958.

## Heutige Straßenbahn
Am 2. November 2018 eröffnete die Stadt Milwaukee ihren neuen Straßenbahnbetrieb.
Die ältere und längere Linie M durchquert die Innenstadt. Auf einer circa 3,3 Kilometer langen Strecke verläuft sie zwischen den Haltestellen Burns Commons im Norden und Intermodal Station. Im Süden des Zentrums, in ihrem zentralen Abschnitt wird sie jeweils eingleisig richtungsweise durch zwei parallele Straßenzüge geführt.
Die in den Jahren 2023 bis 2024 eröffnete Linie L „Lakefront Line“ befährt eine circa einen Kilometer lange, schleifenförmige und eingleisige Stichstrecke zum Hochhauskomplex „The Couture“, in dessen Erdgeschoss die Bus- und Straßenbahnhaltestelle Lakefront angelegt ist. Sie umrundet das Stadtzentrum gegen den Uhrzeigersinn unter Nutzung der vorhandenen eingleisigen Streckenabschnitte. Die Eröffnung sollte 2020, dann 2022 stattfinden, aber der Baubeginn des Hochhauses verzögerte sich bis 2021. Die Strecke wurde am 29. Oktober 2023 eröffnet und zunächst im 20-Minuten-Takt allein an Sonntagen befahren. Der tägliche Betrieb begann am 11. April 2024.
An der Haltestelle Intermodal Station am Eisenbahn- und Busbahnhof Milwaukee Intermodal Station kann in Reise- und Vorortzüge der Bahngesellschaft Amtrak, in Stadt- und Regionalbusse des Milwaukee County Transit System sowie in Fernbusse umgestiegen werden.

### Fahrzeuge

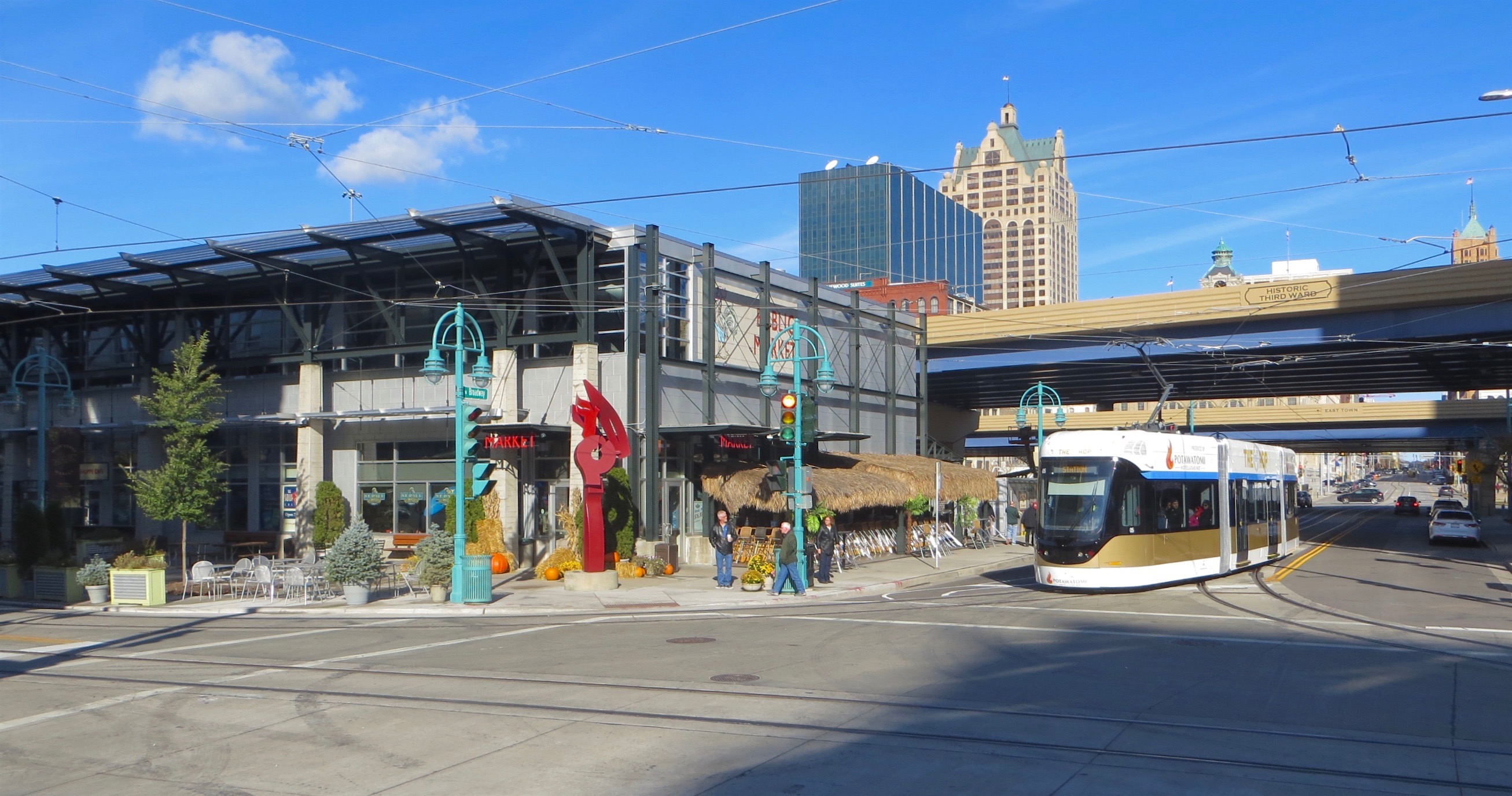
Am Gleisdreieck nahe der Haltestelle Historic Third Ward

Es fahren fünf Doppelgelenktriebwagen des Typs Liberty Modern Streetcar, die von der Firma Brookville Equipment Corporation gebaut wurden. Die dreiteiligen, zu 70 % niederflurigen Zweirichtungsfahrzeuge sind 20,25 Meter lang und 2,64 m breit. Sie weisen 32 Sitzplätze und im mittleren Segment beidseitig je zwei Türen auf. Während des Betriebs unter der Oberleitung werden ihre Batterien für den fahrleitungslosen Abschnitt nachgeladen.

### Infrastruktur
Die Strecke ist normalspurig; die Züge werden vorwiegend über eine Oberleitung mit einer Gleichspannung von 750 Volt versorgt und laufen auf einem fahrleitungslosen Teil der Strecke im Batteriebetrieb.
Der Betriebshof wurde im Untergeschoss eines Parkhauses an der Milwaukee Intermodal Station untergebracht. Drei Unterwerke versorgen die Fahrleitungen mit Strom.

### Finanzierung
Die Straßenbahn wird aus mehreren Quellen finanziert. Federführung hat die Stadt Milwaukee durch ihr Public Works Department. Den Bau unterstützte das Verkehrsministerium der Vereinigten Staaten über die Bundesbehörde Federal Transit Administration mit knapp 67 Millionen US-Dollar. Die Stadt wies außerdem einen Tax Increment District (Steuerzuwachsbezirk) aus, um die Anlieger, die von der verbesserten Verkehrserschließung profitieren und deren Grundstücke an Wert gewinnen, über die Eigentumssteuer an den Kosten zu beteiligen. Der Bau der Lakeside-Stichstrecke wurde mit Bundesmitteln aus dem Programm Transportation Investment Generating Economic Recovery (TIGER) des Verkehrsministeriums der Vereinigten Staaten gefördert.
Hauptquelle zur Deckung der Betriebskosten ist ein 2017 auf zwölf Jahre abgeschlossener Sponsoring-Vertrag mit dem ortsansässigen Spielkasino und Hotel der Potawatomi. Diesem Sponsoring entstammt auch der Name „The Hop“ für die Straßenbahn. Andere Sponsoren und Einnahmen aus Reklame tragen einen weiteren Teil zu den Betriebskosten bei.

### Tarife
Im ersten Betriebsjahr konnte die Straßenbahn unentgeltlich benutzt werden. Da die Stadt für die Zeit nach dem ersten Jahr genügend Sponsoren zur Deckung der Betriebskosten fand, stellte sie die Beschaffung eines Systems zur Fahrgelderhebung zurück. Mit Stand 2024 werden die Fahrgäste nach wie vor kosten- und fahrscheinlos befördert.

### Ausblick

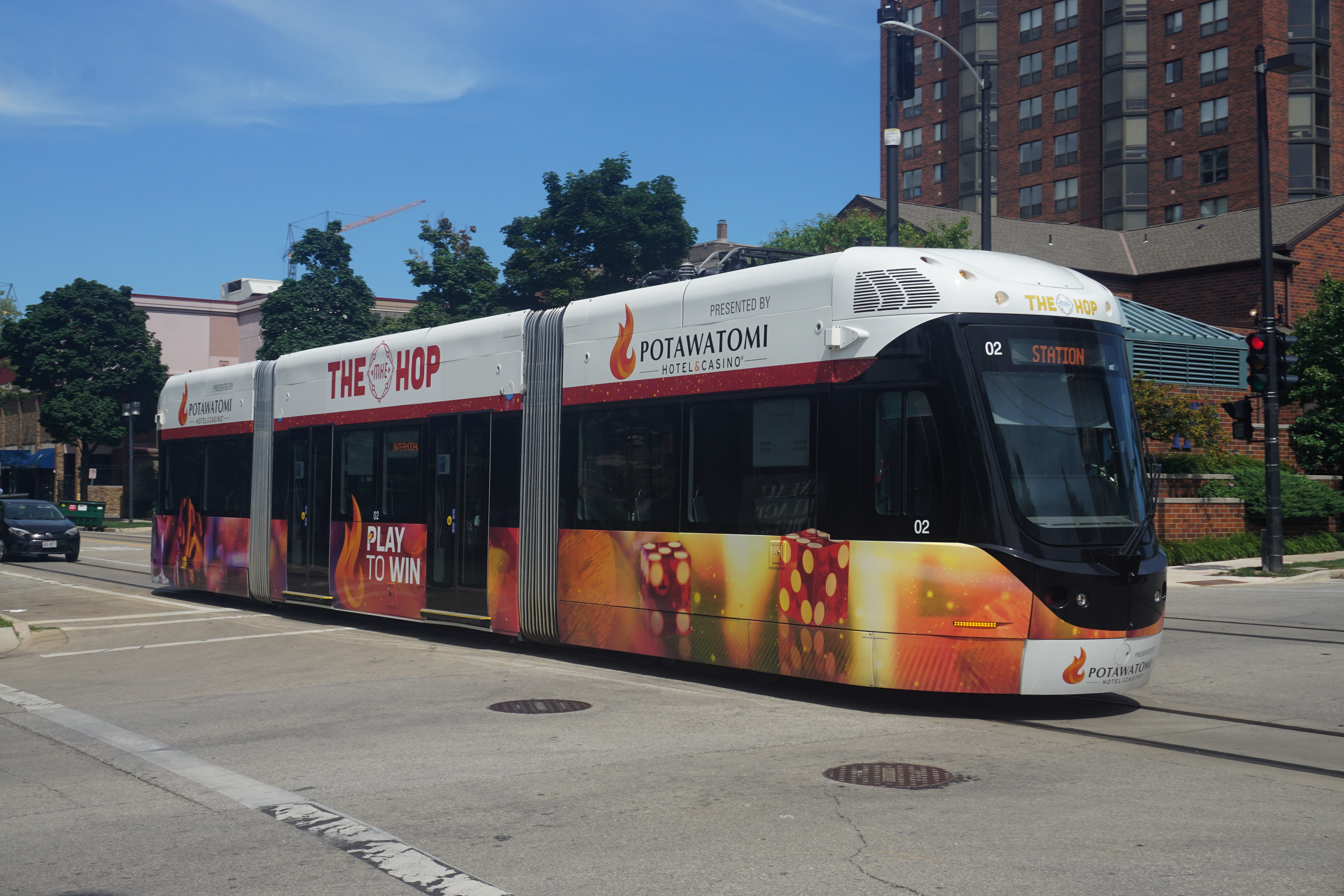
Brookville-Triebwagen, 2022

Drei Streckenverlängerungen waren anfangs im Rahmen einer zeitweisen Renaissance der Straßenbahn in den Vereinigten Staaten geplant, sind aber politisch zunächst gescheitert.